# IIFA Award/Beste Hintergrundmusik
Die Gewinner des IIFA Best Background Score Award waren:
| Jahr | Gewinner           | Film                     | Deutscher Titel                    |
| ---- | ------------------ | ------------------------ | ---------------------------------- |
| 2000 | Vishal Bhardwaj    | Godmother                | —                                  |
| 2001 | Adesh Srivastava   | Refugee                  | Refugee                            |
| 2002 | Babloo Chakvorty   | Kabhi Khushi Kabhie Gham | In guten wie in schweren Tagen     |
| 2003 | A. R. Rahman       | Saathiya                 | Saathiya – Sehnsucht nach dir      |
| 2004 | Shankar-Ehsaan-Loy | Kal Ho Naa Ho            | Lebe und denke nicht an morgen     |
| 2005 | Salim-Suleiman     | Mujhse Shaadi Karogi     | Zwei Herzen für Rani               |
| 2006 | Monty Sharma       | Black                    | Black                              |
| 2007 | A. R. Rahman       | Rang De Basanti          | Rang De Basanti – Die Farbe Safran |